# Nissan Liberty
Nissan Liberty — минивэн с 3 рядами сидений и 7-местным салоном. Появилась в 1998 году в качестве одной из разновидностей автомобиля Prairie 3-го поколения. Тогда его название звучало как «Prairie Liberty». После малой замены модельного ряда, которая произошла в 2001 году, в названии осталось только слово Liberty.
Схема расположения посадочных мест — 2-3-2, причём на переднем ряду возможна пересадка из левого кресла в правое и наоборот. Сидения второго ряда можно считать полноценными. Семиместный автомобиль предназначен только для японского рынка. Первоначально машина оснащалась двигателем серии SR с 4 цилиндрами рабочим объёмом 2 литра мощностью 140 л. с. В дальнейшем был сделан переход на двигатель серии QR. Предусматривается как переднеприводной вариант, так и полный привод. На моноприводной машине стоит бесступенчатая трансмиссия Hyper-CVT — оригинальная система, разработки Nissan. Система полного привода комбинируется с 4-ступенчатой автоматической коробкой передач. В ходе малой замены модельного ряда система 4WD была заменена более совершенной — All control 4WD.
В 2004 году на смену Prairie Liberty пришёл минивэн Nissan Lafesta.